# Sonja Nef
Sonja Nef (Heiden, 19 april 1972) is een Zwitsers alpineskiester, die in 2001 werd verkozen tot Zwitsers Sportvrouw van het Jaar.

## Palmares

### Olympische winterspelen
- Salt Lake City (2002)
  - Bronzen medaille in de reuzenslalom

### Wereldkampioenschap
- Sankt Anton (2001)
  - Gouden medaille in de reuzenslalom